# Nuoto ai campionati mondiali di nuoto 2013 - 200 metri farfalla maschili
Le qualifiche per la semifinale si sono svolte la mattina del 30 luglio 2013, mentre la semifinale si è svolta la sera dello stesso giorno. La finale, invece, si è svolta la sera del 31 luglio 2013.

## Medaglie
| Posizione | Atleta             | Paese     |
| --------- | ------------------ | --------- |
| Oro       | Chad le Clos       | Sudafrica |
| Argento   | Paweł Korzeniowski | Polonia   |
| Bronzo    | Wu Peng            | Cina      |

## Record
Prima della manifestazione il record del mondo (WR) e il record dei campionati (CR) erano i seguenti.
| Record mondiale       | 1'51"51 | Michael Phelps Stati Uniti | 29 luglio 2009 Roma, Italia |
| Record dei campionati | 1'51"51 | Michael Phelps Stati Uniti | 29 luglio 2009 Roma, Italia |

## Risultati

### Batterie
| Pos. | Batteria | Corsia | Atleta                  | Nazionalità   | Tempo   | Note |
| ---- | -------- | ------ | ----------------------- | ------------- | ------- | ---- |
| 1    | 3        | 5      | Tyler Clary             | Stati Uniti   | 1'56"03 | Q    |
| 2    | 4        | 4      | Chad le Clos            | Sudafrica     | 1'56"21 | Q    |
| 3    | 3        | 6      | Tom Luchsinger          | Stati Uniti   | 1'56"32 | Q    |
| 4    | 2        | 6      | Nikolay Skvortsov       | Russia        | 1'56"47 | Q    |
| 5    | 4        | 5      | Chen Yin                | Cina          | 1'56"48 | Q    |
| 6    | 4        | 7      | Leonardo de Deus        | Brasile       | 1'56"52 | Q    |
| 7    | 4        | 3      | Paweł Korzeniowski      | Polonia       | 1'56"61 | Q    |
| 8    | 4        | 6      | Yūki Kobori             | Giappone      | 1'56"64 | Q    |
| 9    | 2        | 3      | Bence Biczó             | Ungheria      | 1'56"70 | Q    |
| 10   | 2        | 4      | Wu Peng                 | Cina          | 1'56"96 | Q    |
| 11   | 3        | 4      | Takeshi Matsuda         | Giappone      | 1'57"14 | Q    |
| 12   | 3        | 3      | Grant Irvine            | Australia     | 1'57"18 | Q    |
| 13   | 2        | 2      | Jordan Coelho           | Francia       | 1'57"19 | Q    |
| 14   | 2        | 7      | Joseph Schooling        | Singapore     | 1'57"23 | Q    |
| 15   | 2        | 5      | Velimir Stjepanović     | Serbia        | 1'57"34 | Q    |
| 16   | 3        | 7      | Roberto Pavoni          | Gran Bretagna | 1'57"37 | Q    |
| 17   | 4        | 0      | Alexandru Coci          | Romania       | 1'57"86 |      |
| 18   | 4        | 1      | Zackariah Chetrat       | Canada        | 1'57"92 |      |
| 19   | 3        | 8      | Mauricio Fiol           | Perù          | 1'58"29 |      |
| 20   | 3        | 2      | Michal Poprawa          | Polonia       | 1'58"34 |      |
| 21   | 4        | 2      | Francesco Pavone        | Italia        | 1'58"68 |      |
| 22   | 2        | 8      | Marcos Lavado           | Venezuela     | 1'58"69 |      |
| 23   | 3        | 1      | Pedro Oliveira          | Portogallo    | 1'58"78 |      |
| 24   | 2        | 1      | Shaun Burnett           | Nuova Zelanda | 1'59"35 |      |
| 25   | 2        | 0      | Gal Nevo                | Israele       | 1'59"37 |      |
| 26   | 2        | 9      | Yury Suvorau            | Bielorussia   | 2'01"28 |      |
| 27   | 1        | 5      | Esteban Enderica        | Ecuador       | 2'01"46 |      |
| 28   | 3        | 0      | Hsu Chi-chieh           | Taipei cinese | 2'01"49 |      |
| 29   | 1        | 4      | Ramiro Ramírez          | Messico       | 2'02"37 |      |
| 30   | 4        | 9      | Jan Šefl                | Rep. Ceca     | 2'02"43 |      |
| 31   | 4        | 8      | Chang Gyu-Cheol         | Corea del Sud | 2'03"32 |      |
| 32   | 3        | 9      | Yousef Al-Askari        | Kuwait        | 2'07"03 |      |
| 33   | 1        | 6      | Khalid Baba             | Bahrein       | 2'20"23 |      |
| 34   | 1        | 2      | Andrianirina Lalanomena | Madagascar    | 2'33"87 |      |
|      | 1        | 3      | Nuno Miguel Rola        | Angola        |         | NP   |

### Semifinali

#### Semifinale 1
| Pos. | Corsia | Atleta           | Nazionalità   | Tempo   | Note |
| ---- | ------ | ---------------- | ------------- | ------- | ---- |
| 1    | 4      | Chad le Clos     | Sudafrica     | 1'55"33 | Q    |
| 2    | 2      | Wu Peng          | Cina          | 1'55"42 | Q    |
| 3    | 5      | Nikolaj Skvorcov | Russia        | 1'56"02 | Q    |
| 4    | 3      | Leonardo de Deus | Brasile       | 1'56"06 | Q    |
| 5    | 6      | Yūki Kobori      | Giappone      | 1'56"15 |      |
| 6    | 1      | Joseph Schooling | Singapore     | 1'56"27 |      |
| 7    | 7      | Grant Irvine     | Australia     | 1'56"95 |      |
| 8    | 8      | Roberto Pavoni   | Gran Bretagna | 1'57"60 |      |

#### Semifinale 2
| Pos. | Corsia | Atleta              | Nazionalità | Tempo   | Note |
| ---- | ------ | ------------------- | ----------- | ------- | ---- |
| 1    | 6      | Paweł Korzeniowski  | Polonia     | 1'55"67 | Q    |
| 2    | 3      | Chen Yin            | Cina        | 1'55"97 | Q    |
| 2    | 4      | Tyler Clary         | Stati Uniti | 1'55"97 | Q    |
| 4    | 5      | Tom Luchsinger      | Stati Uniti | 1'56"10 | Q    |
| 5    | 7      | Takeshi Matsuda     | Giappone    | 1'56"42 |      |
| 6    | 2      | Bence Biczó         | Ungheria    | 1'56"48 |      |
| 7    | 8      | Velimir Stjepanović | Serbia      | 1'56"60 |      |
| 8    | 1      | Jordan Coelho       | Francia     | 1'57"12 |      |

### Finale
| Pos. | Corsia | Atleta             | Nazionalità | Tempo   | Note |
| ---- | ------ | ------------------ | ----------- | ------- | ---- |
|      | 4      | Chad le Clos       | Sudafrica   | 1'54"32 |      |
|      | 3      | Paweł Korzeniowski | Polonia     | 1'55"01 |      |
|      | 5      | Wu Peng            | Cina        | 1'55"09 |      |
| 4    | 6      | Chen Yin           | Cina        | 1'55"47 |      |
| 5    | 8      | Tom Luchsinger     | Stati Uniti | 1'55"70 |      |
| 6    | 7      | Nikolay Skvortsov  | Russia      | 1'56"02 |      |
| 7    | 2      | Tyler Clary        | Stati Uniti | 1'56"34 |      |
| 8    | 1      | Leonardo de Deus   | Brasile     | 1'56"44 |      |